# Sulfato de amônio e ferro(III)
Sulfato de amônio e ferro (III) ou sulfato de ferro (III) e amônio, também chamado de sulfato férrico de amônio ou ainda alúmen de ferro ou alúmen férrico, é um composto químico com fórmula NH4Fe(SO4)2·12 H2O.
Quando tratado como alúmen, pode incluir um conjunto de compostos com a fórmula genérica AB(SO4)2 · 12 H2O
O sulfato de amónio e ferro(III) é encontrado em rocha vulcânica.